# Râul Valea Fabricii
Râul Valea Fabricii este un curs de apă, afluent al râului Prahova. 